# Rubén Gala
Rubén Gala Zorrilla (Venta de Baños, Palencia, España; 6 de junio de 1979) es un exfutbolista y entrenador de fútbol español. Actualmente dirige al C. D. Guijuelo de la Segunda Federación.

## Carrera deportiva

### Como jugador
Gala comenzó su carrera como jugador en el Palencia Club de Fútbol y más tarde, formó parte de las plantillas de los equipos del Club Deportivo Palencia Cristo Atlético, Club Deportivo Becerril, Sociedad Deportiva Atlético Tordesillas y el Club de Fútbol Venta de Baños.

### Como entrenador
En 2015, ingresaría en la estructura del Club Deportivo Palencia Cristo Atlético donde ejercería funciones de secretario técnico.
En la temporada 2016-17, se convierte en segundo entrenador del Club Deportivo Palencia Cristo Atlético, en el que ocuparía dicho cargo durante tres temporadas, formando parte de los cuerpos técnicos de Lolo Infante, Jonathan Prado, Pablo Huerga y Julio César, respectivamente en Tercera División.
En mayo de 2019, firma como primer entrenador del Club Deportivo Palencia Cristo Atlético en la Tercera División de España.
En la temporada 2020-21, lograría el ascenso con el conjunto palentino a la Segunda División RFEF, que llevaba diez temporadas consecutivas en la Tercera División de España. 
En la temporada 2021-22, Gala continuaría en el conjunto palentino dirigiéndolo en la nueva categoría de la Segunda División RFEF, con el que lograría jugar los play-offs por el ascenso a la Primera División RFEF al final de la temporada.
Finalmente y tras no lograr el sueño del ascenso, en junio de 2022 se hace cargo del nuevo proyecto del C.F. Talavera de la Reina con el claro objetivo del ascenso a Primera Federación, aunque tras la desinscripción del DUX Internacional de Madrid retornó a la Primera Federación.
En octubre de 2022, fue destituido de su cargo tras conseguir un punto de 27 posibles.
En noviembre de 2023 ficha por el Club Deportivo Toledo en Tercera Federación.
El 31 de octubre de 2024, firma por el C. D. Guijuelo de la Segunda Federación.

## Trayectoria

### Como entrenador
| Club                           | País   | Año       |
| ------------------------------ | ------ | --------- |
| C. D. Palencia Cristo Atlético | España | 2019-2022 |
| C. F. Talavera de la Reina     | España | 2022      |
| C. D. Toledo                   | España | 2023-2024 |
| C. D. Guijuelo                 | España | 2024-Act. |